# Jorge Luis Pinto
Jorge Luis Pinto Afanador (ur. 16 grudnia 1952 w San Gil) – kolumbijski trener piłkarski.

## Sukcesy trenerskie
- Mistrzostwo Kolumbii: 2006 (Apertura) z Deportivo Cucuta
- Mistrzostwo Kostaryki: 2002 (Apertura), 2003 (Clausura i Apertura) z Alajuelense
- Mistrzostwo Peru 1997 z Alianza Lima
- Ćwierćfinał Mistrzostw Świata 2014 z Kostaryką
- Copa Centroamericana 2017 z Hondurasem